# Francesco IV Gonzaga
Francesco IV Gonzaga (Mantova, 7 maggio 1586 – Mantova, 22 dicembre 1612) fu il V duca di Mantova e del Monferrato per un periodo di pochi mesi, nel corso del 1612.

## Biografia

### Giovinezza e matrimonio
Figlio primogenito di Vincenzo I Gonzaga e di Eleonora de' Medici, Francesco sposò a Torino, il 19 febbraio 1608, la figlia del duca di Savoia Carlo Emanuele I, Margherita. 
Questo matrimonio sembrava avvicinare le due famiglie, da tempo in conflitto per il possesso del Monferrato. In realtà il matrimonio era per entrambe le fazioni una mossa politica: da parte mantovana, per eliminare le residue pretese di Carlo Emanuele I sul Monferrato, da parte del Savoia, prevedendo le future difficoltà dei Gonzaga nell'assicurare la continuazione della dinastia, per poter vantare con maggior forza, grazie alla parentela acquisita, proprio quei diritti.

### Duca di Mantova
Dopo la morte del padre, Francesco assunse il titolo di duca di Mantova (10 giugno 1612). Il suo ducato però durò solo pochi mesi, nei quali non si ricordano avvenimenti di rilievo, se non la contesa con Ranuccio Farnese, duca di Parma, ex acerrimo nemico del padre, che, dopo la morte di questi, lo aveva accusato di una congiura architettata contro di lui qualche tempo prima. La contesa sembrava destinata a risolversi con le armi, ma azioni diplomatiche del Savoia e dell'ambasciatore di Francia contribuirono a riportare la pace tra le due fazioni.
Francesco cercò anche di ridurre le spese e riassestare le finanze dello stato, lasciate esangui dal padre.

### Morte
La sua opera però si interruppe ben presto: l'epidemia di vaiolo che infestava il mantovano prima colpì a morte il figlioletto Ludovico e poche settimane dopo, il 22 dicembre 1612, causò la morte anche del duca. Fu tumulato nella basilica di Santa Barbara.
Gli succedette il fratello minore Ferdinando.

## Discendenza
Francesco e Margherita ebbero tre figli:
- Maria (29 luglio 1609 – 14 agosto 1660), sposata il 25 dicembre 1627 a Carlo, duca di Nevers e di Rethel (1609 - 1631);
- Ludovico (27 luglio 1611 – 3 dicembre 1612);
- Eleonora (12 settembre 1612 – 13 settembre 1612).

Francesco ebbe anche un figlio naturale, Luigi (?-1605).

## Ascendenza
|                        |                     |                           | Genitori                    |  |  | Nonni |  |  | Bisnonni            |  |  | Trisnonni            |  |
|                        |                     |                           |                             |  |  |       |  |  | Federico II Gonzaga |  |  | Francesco II Gonzaga |  |
|                        |                     |                           |                             |  |  |       |  |  | Federico II Gonzaga |  |  | Francesco II Gonzaga |  |
|                        |                     | Isabella d'Este           |                             |  |  |       |  |  | Federico II Gonzaga |  |  |                      |  |
| Guglielmo Gonzaga      |                     |                           |                             |  |  |       |  |  | Federico II Gonzaga |  |  |                      |  |
|                        |                     | Margherita Paleologa      | Guglielmo IX del Monferrato |  |  |       |  |  |                     |  |  |                      |  |
|                        |                     | Margherita Paleologa      | Guglielmo IX del Monferrato |  |  |       |  |  |                     |  |  |                      |  |
|                        |                     | Margherita Paleologa      | Anna d'Alençon              |  |  |       |  |  |                     |  |  |                      |  |
| Vincenzo I Gonzaga     |                     | Margherita Paleologa      |                             |  |  |       |  |  |                     |  |  |                      |  |
|                        |                     | Ferdinando I d'Asburgo    | Filippo I di Castiglia      |  |  |       |  |  |                     |  |  |                      |  |
|                        |                     | Ferdinando I d'Asburgo    | Filippo I di Castiglia      |  |  |       |  |  |                     |  |  |                      |  |
|                        |                     | Ferdinando I d'Asburgo    | Giovanna di Castiglia       |  |  |       |  |  |                     |  |  |                      |  |
| Eleonora d'Austria     |                     | Ferdinando I d'Asburgo    |                             |  |  |       |  |  |                     |  |  |                      |  |
|                        |                     | Anna Jagellone            | Ladislao II di Boemia       |  |  |       |  |  |                     |  |  |                      |  |
|                        |                     | Anna Jagellone            | Ladislao II di Boemia       |  |  |       |  |  |                     |  |  |                      |  |
|                        |                     | Anna Jagellone            | Anna di Foix-Candale        |  |  |       |  |  |                     |  |  |                      |  |
| Francesco IV Gonzaga   |                     | Anna Jagellone            |                             |  |  |       |  |  |                     |  |  |                      |  |
|                        | Cosimo I de' Medici | Giovanni dalle Bande Nere |                             |  |  |       |  |  |                     |  |  |                      |  |
|                        | Cosimo I de' Medici | Giovanni dalle Bande Nere |                             |  |  |       |  |  |                     |  |  |                      |  |
|                        | Cosimo I de' Medici | Maria Salviati            |                             |  |  |       |  |  |                     |  |  |                      |  |
| Francesco I de' Medici | Cosimo I de' Medici |                           |                             |  |  |       |  |  |                     |  |  |                      |  |
|                        |                     | Eleonora di Toledo        | Pedro Álvarez de Toledo     |  |  |       |  |  |                     |  |  |                      |  |
|                        |                     | Eleonora di Toledo        | Pedro Álvarez de Toledo     |  |  |       |  |  |                     |  |  |                      |  |
|                        |                     | Eleonora di Toledo        | María Osorio y Pimentel     |  |  |       |  |  |                     |  |  |                      |  |
| Eleonora de' Medici    |                     | Eleonora di Toledo        |                             |  |  |       |  |  |                     |  |  |                      |  |
|                        |                     | Ferdinando I d'Asburgo    | Filippo I di Castiglia      |  |  |       |  |  |                     |  |  |                      |  |
|                        |                     | Ferdinando I d'Asburgo    | Filippo I di Castiglia      |  |  |       |  |  |                     |  |  |                      |  |
|                        |                     | Ferdinando I d'Asburgo    | Giovanna di Castiglia       |  |  |       |  |  |                     |  |  |                      |  |
| Giovanna d'Austria     |                     | Ferdinando I d'Asburgo    |                             |  |  |       |  |  |                     |  |  |                      |  |
|                        |                     | Anna Jagellone            | Ladislao II di Boemia       |  |  |       |  |  |                     |  |  |                      |  |
|                        |                     | Anna Jagellone            | Ladislao II di Boemia       |  |  |       |  |  |                     |  |  |                      |  |
|                        |                     | Anna Jagellone            | Anna di Foix-Candale        |  |  |       |  |  |                     |  |  |                      |  |
|                        |                     | Anna Jagellone            |                             |  |  |       |  |  |                     |  |  |                      |  |

## Stemma
| Image | Stemma |
| ----- | --- |
| \| \| | Francesco IV Gonzaga Duca di Mantova e Monferrato D'argento, alla croce patente di rosso accantonate da quattro aquile affrontate e spiegate di nero. Sul tutto partito di due e troncato di due, che dà nove quarti: nel 1o di rosso all'aquila bicipite spiegata d'oro, bicoronata dello stesso (Impero Romano d'Oriente); nel 2o di rosso al leone dalla coda doppia d'argento, armato e lampassato d'oro, coronato e collarinato dello stesso (Boemia); nel 3o fasciato d'oro e di nero (Gonzaga antico); nel 4o d'argento alla croce potenziata d'oro accantonata da quattro crocette dello stesso (Gerusalemme); nel 6o d'argento al capo di rosso (Aragona); nel 7o fasciato d'oro e di nero di dieci pezzi al crancelino di verde attraversante (Sassonia); nell'8o d'azzurro seminato di crocette ricrocettate e fitte d'oro a due barbi addossati dello stesso (Bar); nel 9o di rosso alla croce d'oro accantonata da quattro B greche dello stesso, addossate due a due (Costantinopoli). Nel punto d'onore di rosso alla fascia d'argento (Austria) timbrato da corona arciducale |
|       | |

## Ritratti di Francesco IV Gonzaga

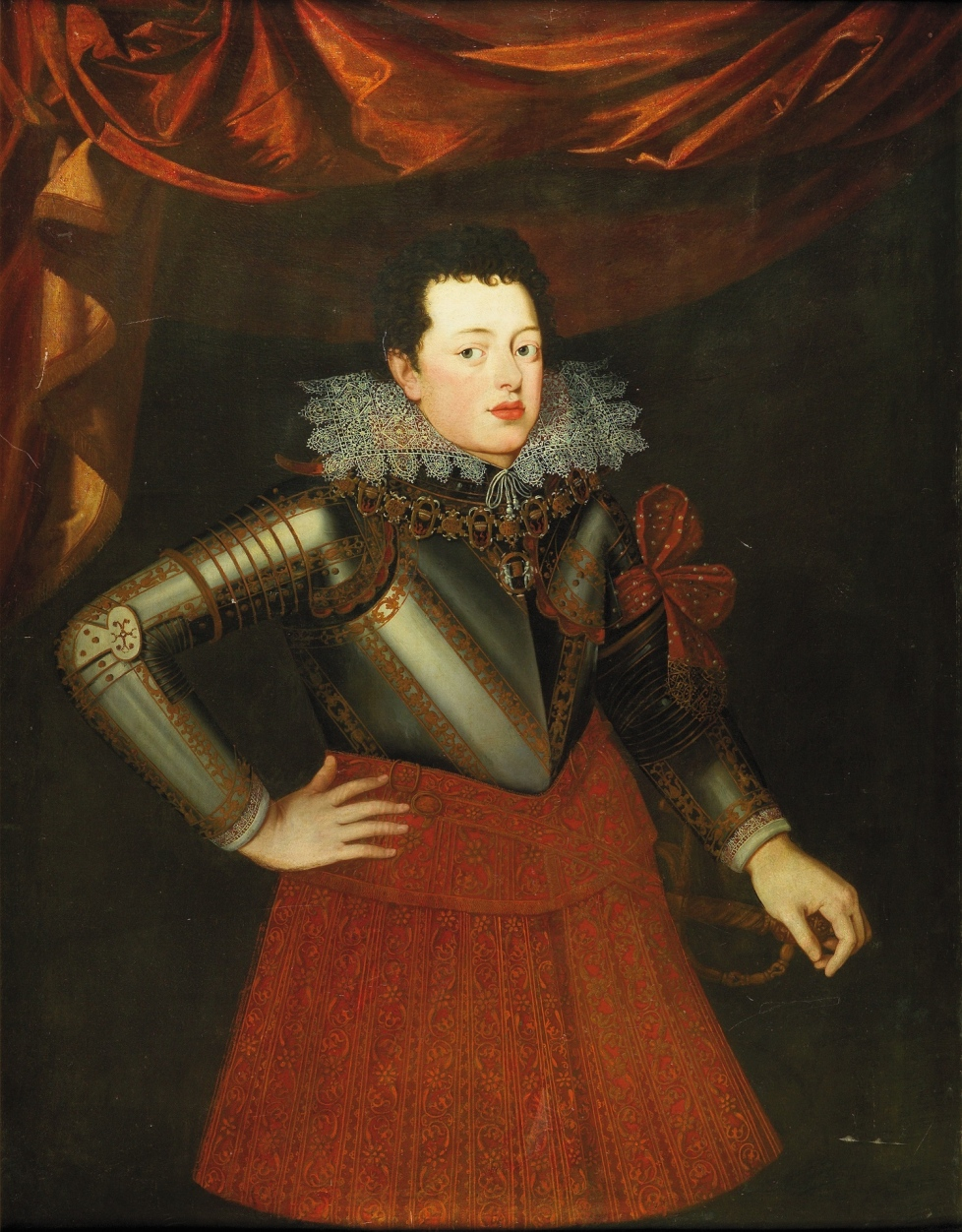
Frans Pourbus il Giovane, Ritratto di Francesco IV Gonzaga
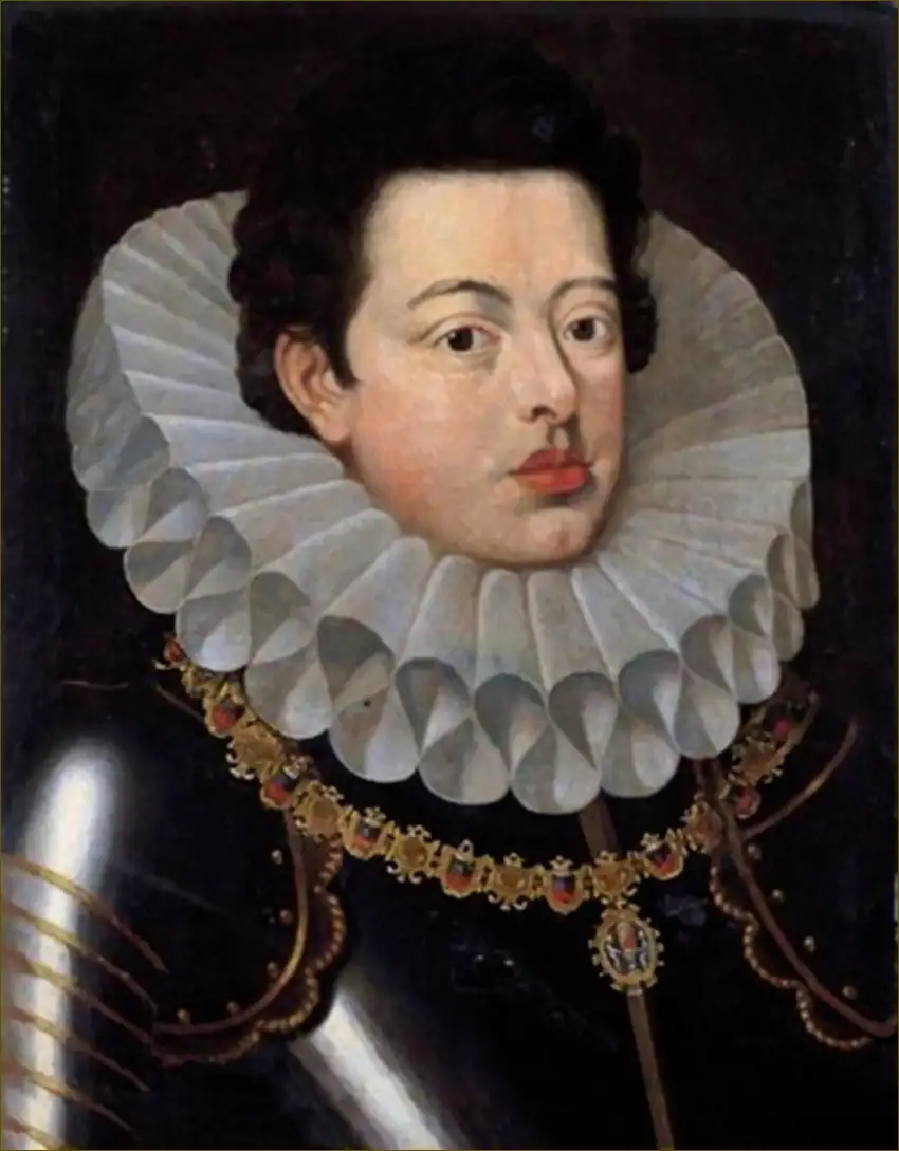